# Institut des régions chaudes
Pour les articles homonymes, voir IRC.
L'Institut des régions chaudes (IRC), au sein de Montpellier SupAgro, héritier des établissements fondateurs CNEARC et ENSIA-SIARC, a vocation à porter l'ensemble des « formations et actions de développement dédiées à l'agronomie et l'agroalimentaire des régions méditerranéennes et tropicales ».
En 2023, l'IRC est devenu le Pôle Tropiques et Méditerranée de l'Institut Agro, à la suite de l'intégration de Montpellier SupAgro au sein l'Institut Agro en 2020.

## Histoire
Héritier de l'ancienne École nationale d'application d'agronomie tropicale de Nogent-Paris, l'institut des régions chaudes (IRC) résulte de la fusion du CNEARC et de la SIARC (ENSIA site de Montpellier).

## Pédagogie pluridisciplinaire
Au sein de Montpellier SupAgro, Centre international d’études supérieures en sciences agronomiques, l’Institut des Régions Chaudes développe une approche intégrée des métiers du développement rural et de l’agroalimentaire dans les pays du Sud.
Cette approche vise à former :
- des professionnels du développement agricole et rural capables d’intégrer les problématiques de l’industrie agro-alimentaire et de la filière ;
- des professionnels de la transformation agro-alimentaire capables d’intégrer les problématiques des producteurs d’amont et de l’approvisionnement en produits agricoles ;
- des professionnels des régulations et des échanges agricoles internationaux dotés d’une solide connaissance des problématiques nationales et territoriales ;

Les formations de l’IRC mobilisent un savoir-faire pédagogique éprouvé qui valorise :
- les démarches de projet ; diagnostic d’ingénieur/analyse participative/mise en œuvre collective/organisation et gestion ;
- la créativité dans la conception et la réalisation de produits innovants à partir d’une solide base technique ;
- l’adaptabilité aux situations des pays du Sud et aux collaborations interculturelles.

Cette pédagogie est mise au service d’un enseignement pluridisciplinaire associant étroitement apports théoriques et pratiques. Au front de l’innovation, les formations mobilisent fortement les chercheurs des organismes voisins auxquels est associé Montpellier SupAgro (INRA, CIRAD, IRD, CEMAGREF) et les trois universités de Montpellier.
Les stages individuels ou collectifs en France et à l’étranger, en situation professionnelle et la participation des professionnels dans les différentes unités d’enseignement viennent ancrer les apprentissages dans la réalité du développement rural et de l’entreprise agroalimentaire au Nord et au Sud.
Enfin, les formations de l’IRC donnent une large place à l’expression, les langues, la communication, la rédaction de documents de différentes natures au travers d’une pédagogie de conduite de projet, au sein d’équipes de diverses nationalités.

## Formations initiales

### Ingénieur «SAADS» Bac+5
Ingénieur « Systèmes agricoles et agroalimentaires durables au Sud » (SAADS) délivrant le diplôme d'ingénieur en agronomie et agroalimentaire
L'objectif est de former des cadres capables de mettre leurs compétences pluridisciplinaires au service des acteurs des zones tropicales et méditerranéennes (exploitations agricoles, organisations professionnelles, entreprises agroalimentaires, collectivités locales, ONG, …) Une immersion professionnelle progressive orientée à l’international et des stages sont effectués chaque année : 2 mois en 1re année, 2 mois en 2e année, 6 mois en 3e année, en situation professionnelle, dans un pays du sud.
Deux spécialisations professionnalisantes :
- La spécialisation Développement agricole et rural avec 2 parcours :
  - MOQUAS (Marchés, organisations, qualité, services dans les agricultures du Sud) : prépare les futurs ingénieurs aux fonctions d’appui et de renforcement des capacités d’organisation et d’insertion des agricultures familiales dans les marchés et les filières,
  - RESAD (Ressources, systèmes agricoles et développement) : prépare les futurs ingénieurs à identifier, concevoir et mettre en œuvre des solutions techniques et organisationnelles pour un développement agricole durable.
- La spécialisation Industrie Agroalimentaire :
  - Elle apporte aux étudiants les compétences nécessaires pour occuper des postes de cadres dans les entreprises agroalimentaires du sud (production, qualité, R&D, management, ...).
  - Des métiers centrés sur la sécurité alimentaire et le développement durable des pays du Sud.
  - À l’étranger, leur capacité d’innovation, d’adaptation, d’écoute et de compréhension des besoins des populations locales, leur permettent d’être hautement appréciés au sein des services internationaux de firmes agroalimentaires, pour mener des projets de création d’entreprise ou au sein d’ONG et d’OPA locales en intervention directe sur des projets de développement.

### Master sciences et technologies: «3A» Bac+5
Master sciences et technologies : Master 3A « Agronomie et agroalimentaire »
- M1 : tronc commun avec une spécialisation progressive au 2nd semestre
- M2 : cinq domaines de spécialisation professionnelle :

1. Systèmes agraires tropicaux et gestion du développement (SAT) avec 2 parcours :
  - Marchés, organisations, qualité, services dans les agricultures du sud (MOQUAS)
  - Ressources, agriculture, développement (RESAD)
2. Gestion environnementale des écosystèmes et forêts tropicales (GEEFT) cohabilité avec AgroParisTech
3. Systèmes et techniques innovants pour un développement agricole durable (STIDAD) avec 3 parcours :
  - Analyse des systèmes de culture innovants (ASCI) ;
  - Productions animales en régions chaudes (PARC) ;
  - Semences et plants en milieu Méditerranéens et Tropical (SEPMET).
4. Systèmes et techniques innovants en horticulture et pour la santé des plantes en partenariat avec AgroCampus Ouest avec 2 parcours :
  - Horticulture méditerranéenne et tropicale (HORTIMET)
  - Santé des plantes
5. Viticulture, œnologie, économie et gestion viti-vinicole, en partenariat avec l’ENITA de Bordeaux.

### Mastère spécialisé «IPAD» Bac+6
Mastère spécialisé « Innovations et politiques pour une alimentation durable » (IPAD)
- Objectif : Former des cadres capables d’élaborer et de défendre la politique d’innovation de leur employeur à l’international en identifiant, accompagnant et évaluant les avancées techniques, organisationnelles ou réglementaires visant à la durabilité économique, sociale et environnementale des systèmes agricoles et agroalimentaires du monde.
- Une formation composée de trois parcours professionnels :
  - Appui à la conception de nouveaux modèles de production, transformation et/ou de consommation
  - Évaluation, normalisation, certification du développement durable
  - Négociation dans les arènes internationales

## La formation continue courte
Valoriser les acquis de la recherche et du développement
Des compétences mobilisées au sein de Montpellier SupAgro et auprès de ses partenaires pour la promotion des innovations individuelles et collectives et l’accompagnement des acteurs 
Pour des professionnels au service des agricultures familiales et des entreprises de transformation des produits agricoles :
- Chargés de suivi et de pilotage de politiques de développement
- Chefs de projet et opérateurs du développement
- Conseillers/animateurs auprès d’agriculteurs, d’organisations professionnelles et d’entreprises agroalimentaires
- Responsables d’organisations de producteurs et de collectivités territoriales
- Cadres de l’industrie, entrepreneurs et consultants
- Formateurs et enseignants ...

Formations « clé en main », de 2 à 4 semaines
Une offre de formation diversifiée sur les problématiques actuelles du développement en agriculture et en agroalimentaire.
Des modules de formation continue sont disponibles sur le site internet.
Formations « à la carte »
Répondant à des besoins exprimés et coconstruites avec le demandeur :
- Renforcement des compétences des équipes dans des structures et institutions agricoles et agro-alimentaires
- Organisation de voyages d’étude thématiques en France et en Europe
- Sessions centrées sur le partage d’expériences professionnelles...

Formations-actions conduites à la demande...
Dans le cadre de projets de coopération avec des établissements d’enseignement, des programmes et institutions de développement et des entreprises. Ces formations-actions sont construites avec un double objectif : formation des équipes et résultats pour l’action.

## Expertise au Sud - Le service DEFIS
Le service DEFIS (Développement, expertise, formation et ingénierie pour le Sud) travaille pour le renforcement des compétences des professionnels du développement rural et agro-industriel des pays du Sud.
Lien direct et permanent entre les enseignements de l’IRC et les problématiques des acteurs du développement :
- « De la fourche à la fourchette », les actions de DEFIS sont valorisées dans les formations et les recherches menées par l’Institut.
- Les enseignants-chercheurs et étudiants de l’Irc et Montpellier Supagro participent au besoin aux expertises réalisées.

Domaines d'intervention
- Appui - Conseil : accompagner vos démarches, vous aider à améliorer vos outils, techniques et technologies
- Étude - Diagnostic : produire de la connaissance pour mieux comprendre et agir
- Audit - évaluation : analyser ensemble les atouts et limites de vos projets, formuler des recommandations pour leur amélioration
- Ingénierie : concevoir et innover, améliorer